# Нерпес
Нарпес (швед. Närpes, также Ня́рпиё или На́рпиё, фин. Närpiö) — город в провинции Похьянмаа в Финляндии.
Численность населения составляет 9445 человек (2010). Город занимает площадь 2334,17 км², из которых водная поверхность составляет 7,96 км² и море — 1349,05 км². Плотность населения — 9,67 чел/км².
Город известен как один из центров финского овощеводства.
Энергетический концерн Fortum принял решение о строительстве на территории муниципалитета ветряной электростанции, состоящей из 21 генератора общей мощностью более 90 МВт. Поставку генераторов и последующую техническую поддержку будет осуществлять датская компания Vestas. Строительство элактростанции начнётся летом 2019 года и завершится предположительно к 2021 году. Общая стоимость проекта составляет порядка 90 млн евро.